# شعب ياكان
شعب ياكان هم أحد المجموعات العرقية اللغوية الأصلية الفلبينية الرئيسية في أرخبيل سولور. تُعرف أيضًا باسم «ويفر دريم» وأغلب شعب الياكان هم من المسلمين، وتُعتبر واحدة من مجموعات «مورو» الثلاثة عشر في الفلبين. الياكانيون يتواجدون بشكل أساسي في باسيلان وأيضًا في مدينة زامبوانجا. يتحدثون بلغة تعرف باسم باهاسا يكان، والتي لها خصائص كل من لغة سما باجاو سيناما وتوسوك (Jundam 1983: 7-8). وهي مكتوبة بالخط الملايو العربي، مع تعديلات على الأصوات غير موجودة في اللغة العربية (Sherfan 1976).

## معرض صور

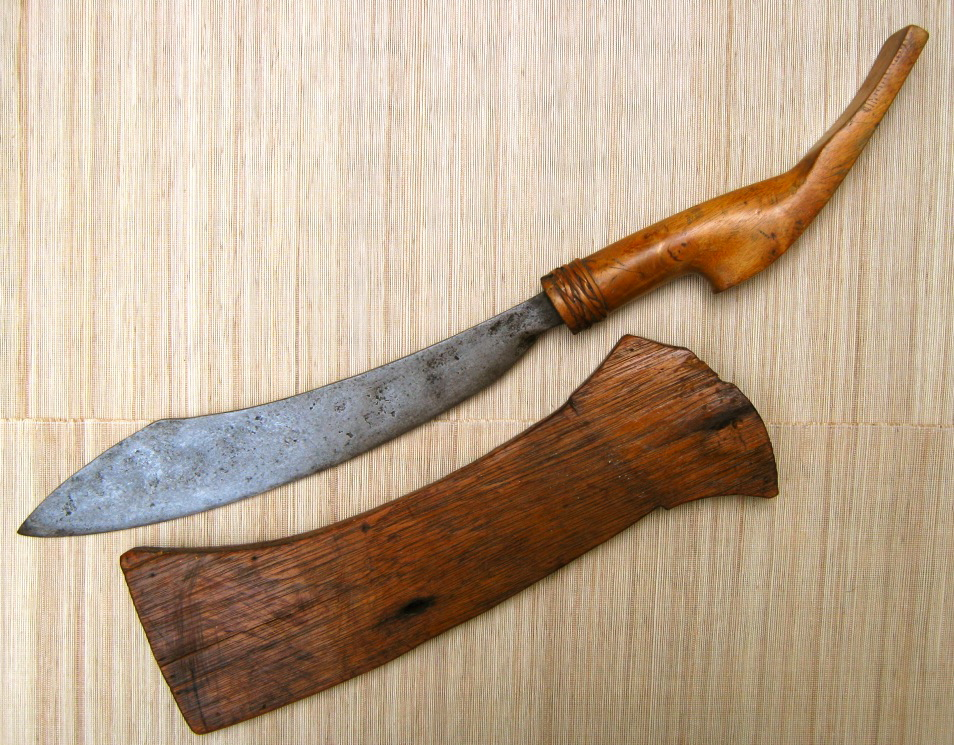
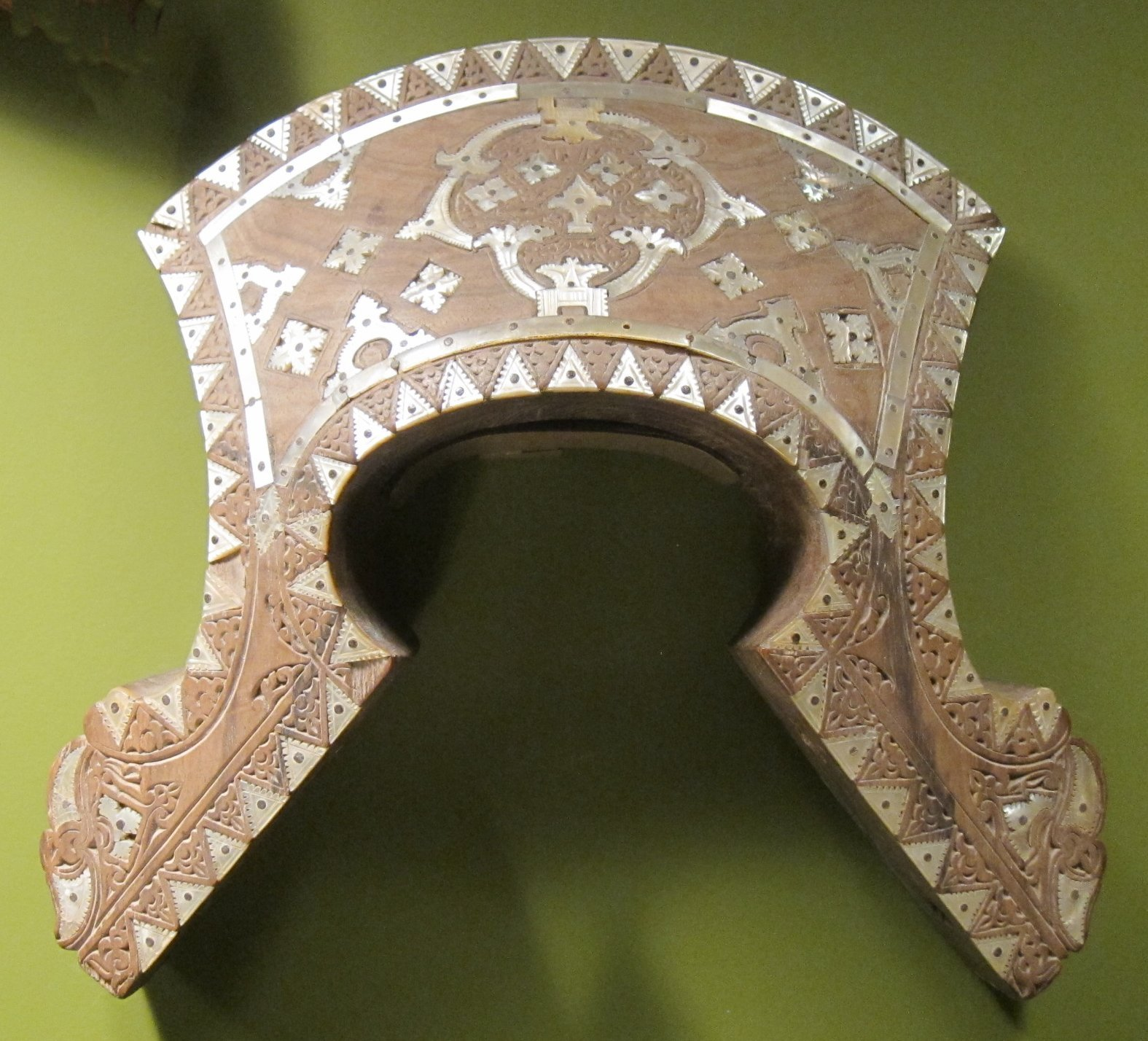
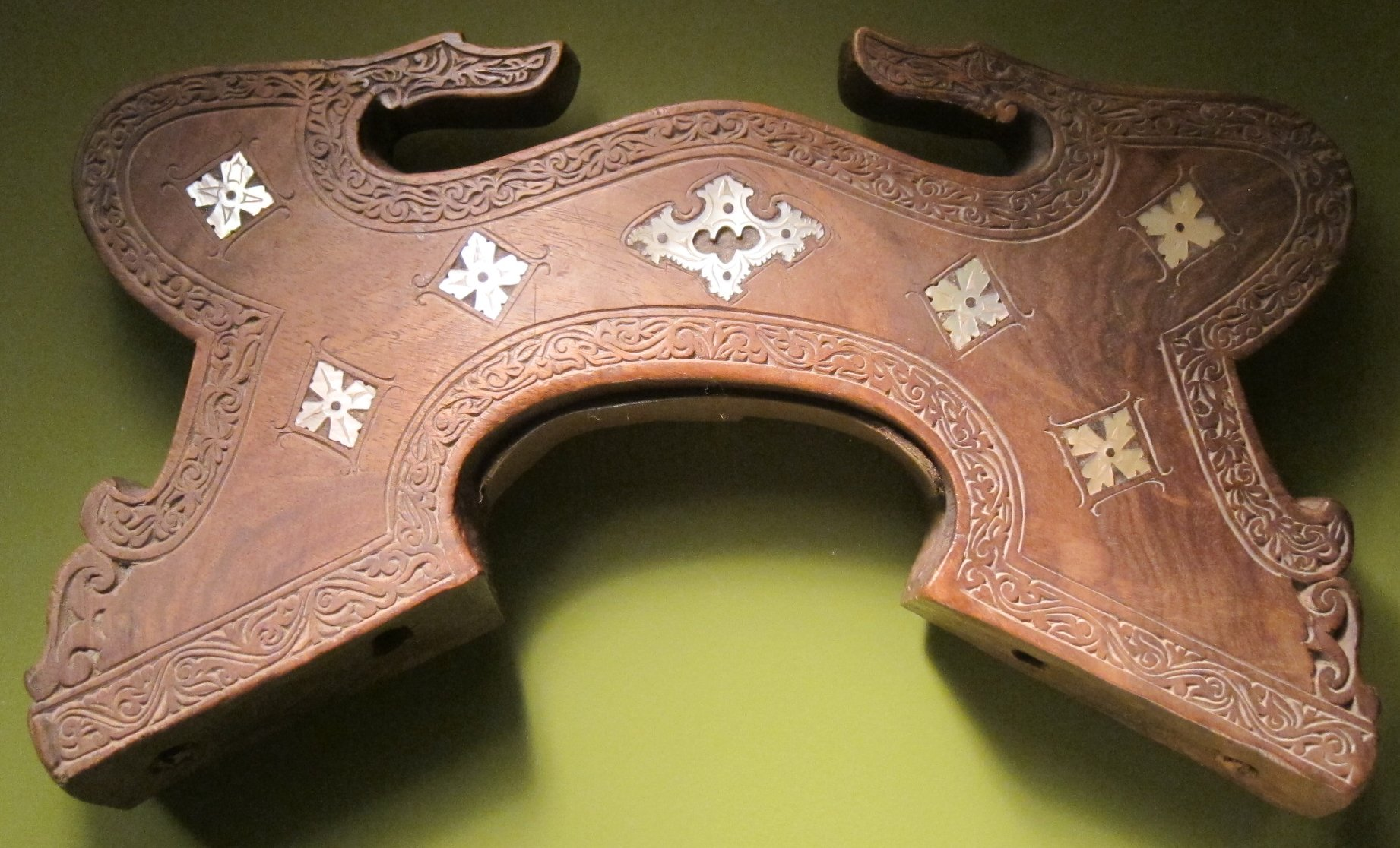
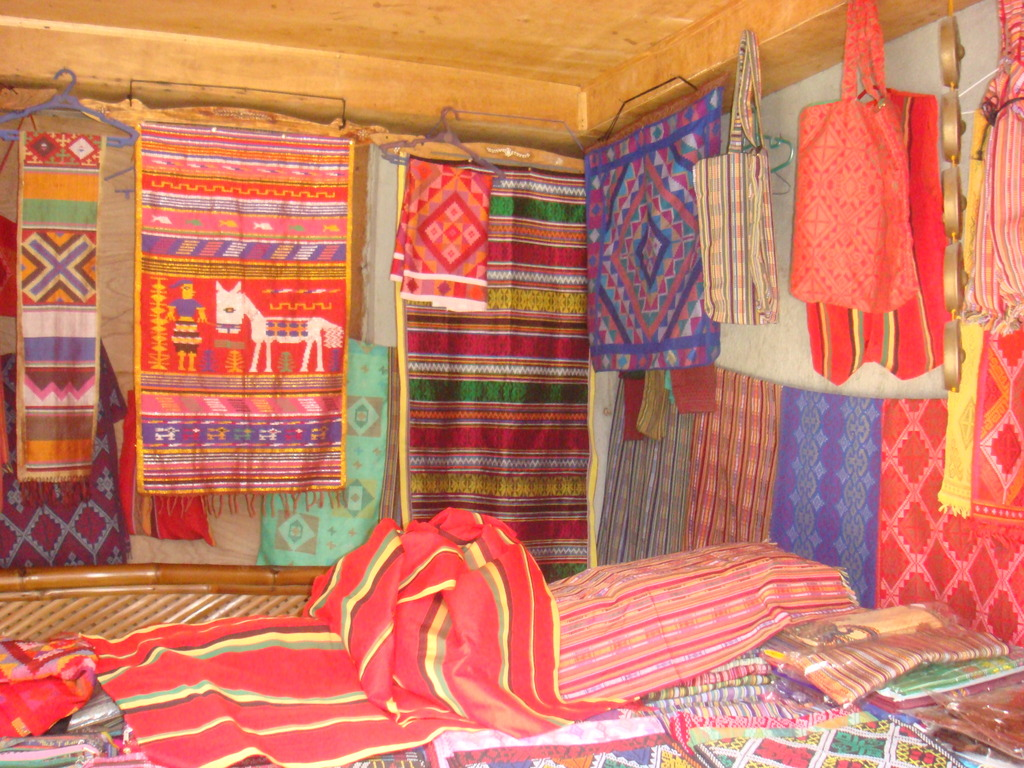

## الوصلات الخارجية
- National Commission on Indigenous People – "The Yakan"
- NCCA – "Yakan"
- World Culture Encyclopedia – Yakan
- The Yakans of Basilan Island
- "Yakan" by Gwendalene Ting
- Zamboanga: Yakan Weavers of Basilan
- Ethnologue report for Yakan language
- Yakan Wordlist at the Austronesian Basic Vocabulary Database